# 清江闸
清江闸是位于中国江苏省淮安市清江浦区，包括正闸和越闸，南端属闸口街道，北端属长东街道。

## 历史
清江闸正闸由平江伯陈瑄建于明朝初年永乐十三年（1415年），越闸由河道总督潘季驯建于万历十七年（1589年），用于控制里运河的流量和水位，保证每年上万漕运船只顺利通过，为漕粮所必经，号称“南北襟喉”。正闸出水的下水闸塘颇大。正闸的桥面原为可启闭木桥，1939年日军入侵时被炸毁，1946年苏皖边区政府修复，命名为若飞桥，1949年后改为钢筋混凝土桥。

## 保护
1987年9月，若飞桥列为淮阴市文物保护单位。2006年被列为第六批全国重点文物保护单位。2014年，中国大运河成为世界文化遗产，清江闸为其中一处遗产点。